# Targowagórka (gromada)
Targowagórka (od 22 XI 1958 Targowa Górka) – dawna gromada, czyli najmniejsza jednostka podziału terytorialnego Polskiej Rzeczypospolitej Ludowej w latach 1954–1972.
Gromady, z gromadzkimi radami narodowymi (GRN) jako organami władzy najniższego stopnia na wsi, funkcjonowały od reformy reorganizującej administrację wiejską przeprowadzonej jesienią 1954 do momentu ich zniesienia z dniem 1 stycznia 1973, tym samym wypierając organizację gminną w latach 1954–1972.
Gromadę Targowagórka z siedzibą GRN w Targowejgórce (obecnie Targowa Górka) utworzono – jako jedną z 8759 gromad na obszarze Polski – w powiecie średzkim w woj. poznańskim, na mocy uchwały nr 37/54 WRN w Poznaniu z dnia 5 października 1954. W skład jednostki weszły obszary dotychczasowych gromad Mystki, Racławki i Targowagórka ze zniesionej gminy Dominowo oraz obszar dotychczasowej gromady Małagórka ze zniesionej gminy Nekla w tymże powiecie. Dla gromady ustalono 10 członków gromadzkiej rady narodowej.
1 stycznia 1956 gromadę włączono do powiatu wrzesińskiego w tymże województwie.
22 listopada 1958 zmieniono nazwę Targowejgórki na Targowa Górka.
Gromadę zniesiono 1 stycznia 1962, a jej obszar włączono do gromady Nekla w tymże powiecie.